# John Keegan
John Desmond Patrick Keegan, född 15 maj 1934 i Clapham, Borough of Lambeth, London, död 2 augusti 2012 i Kilmington, Wiltshire, var en brittisk militärhistoriker och journalist. Han publicerade ett flertal verk om krig och dess natur. Framförallt behandlade han krig som utspelat sig mellan 1500-talet och 2000-talet.

## Biografi
Keegan föddes i London-stadsdelen Clapham i en irländsk katolsk familj. Hans far tjänstgjorde i första världskriget.
Vid 13 års ålder fick Keegan tuberkulos, som därefter har påverkat hans sätt att gå. Denna sjukdom avbröt hans utbildning under tonåren; dock studerade han två år vid Wimbledon College och därefter vid Balliol College, Oxford, 1953. Efter examen arbetade han vid den amerikanska ambassaden i London i tre år.
1960 blev han lektor i militärhistoria vid militärhögskolan i Sandhurst. Denna post innehade han i 26 år. Under denna period blev han även gästprofessor vid Princeton University och var gästprofessor i historia vid Vassar College. Keegan tjänstgjorde, i motsats till många andra militärhistoriker, aldrig som soldat.
1986 började Keegan på The Daily Telegraph som försvarskorrespondent. Han skrev även för den amerikanska konservativa webbsidan, National Review Online.

## Utgivna verk
Keegans böcker innehåller traditionella översikter slag för slag i konflikter, personers individuella erfarenheter, historiska följder av militära händelser, teknologiska förändringar i krigföringen, militära strategier och ledarskapets utmaningar.  
Hans verk behandlar krigföringen genom historien, inklusive mänsklighetens förhistoria och den klassiska eran; men majoriteten av hans verk koncentrerar sig på 1500-talet fram till moderna konflikter på 1900- och 2000-talet.
I boken The Illustrated Face of Battle, gick han i detalj igenom och jämförde, effekterna av skador, sjukdomar och truppernas moral i tre olika slag, Azincourt, Waterloo och Somme, som utspelade sig i olika århundraden men i samma region.
I A History of Warfare, 1993 (Krig och kultur, 2003) angav Keegan huvuddragen i hur krigföringen har formats i olika tider och i olika kulturer, från stenåldern till våra dagar. Där behandlas varierande ämnen som bland annat användandet av hästar, logistik och eldkraft. Ett nyckelbegrepp han för fram är att krig är en faktor i kulturens utveckling, och att kriget är ett kulturuttryck.  
Han bidrog även till verk i historiografi om moderna konflikter. Tillsammans med Richard Holmes skrev han manus till BBC-dokumentären Soldiers, a history of men in battle.

### Utgivet på svenska
- Barbarossa 1972
- Waffen-SS, asfaltsoldaterna 1972
- Det första världskriget 2001
- Krig och kultur 2003
- Churchill 2004
- Att känna fienden 2005

## Priser och utmärkelser
- Duff Cooper prize 1993 för A History of Warfare